# 還錢
《還錢》是一部2024年台灣搶劫動作喜劇片，講述一支竊盜集團在完成10億元的銀行偷盜案後，意外讓首腦的前女友捲入其中，於是他們打算執行幾乎不可能的任務——「還錢」。電影由王鼎霖執導並與王卉竺、溫郁芳共同編劇，主演陣容包括陳柏霖、蔡思韵、李銘忠、蔡凡熙和林哲熹，吳慷仁特別演出。
電影由華能國際娛樂股份有限公司、華文創股份有限公司和樂到家國際娛樂股份有限公司製作；2023年7月1日展開主要拍攝，取景地皆來自臺北都會區各地。《還錢》2024年2月8日賀歲檔在台灣院線上映；總票房超過4,100萬元臺幣。

## 演員
- 陳柏霖飾演張博駿，竊盜集團首腦，負責策畫。
- 蔡思韵飾演沈舒玟，萬喜銀行襄理，張博駿的前女友。
- 李銘忠飾演斌叔，竊盜集團成員，擅長易容蒐集資料。已婚有一個女兒。
- 林哲熹飾演文昊，竊盜集團成員，負責武打。
- 蔡凡熙飾演小高，竊盜集團成員，負責駭入電腦控制監視器等資料，喜歡在工作時講廢話以及網路交友。
- 吳慷仁飾演陳海瑞，萬喜銀行董事長，講話喜歡帶英文，有ABC口音。吳慷仁為特別友情演出。
- 許時豪飾演萬喜銀行副理，會騷擾同事，不受歡迎。
- 高英軒飾演虎哥，陳海瑞的打手之一。
- 吳志慶飾演猴哥，陳海瑞的打手之一。
- 何思靜飾演小安，萬喜銀行的職員，與沈舒玟同一個辦公室，喜歡冷笑話，曾被副理騷擾。
- 劉昌翰飾演銀行經理，沈舒玟的主管。
- 郭安妮飾演新聞主播。
- 澎恰恰飾演警方偵查隊長。

此外，吳慷仁特別演出銀行家陳海瑞；許時豪飾演銀行副理；高英軒飾演虎哥；吳志慶飾演猴哥；草爺和澎恰恰客串飾演偵訊隊長。

## 製作
《還錢》由文化內容策進院、華能國際娛樂股份有限公司、有戲娛樂股份有限公司、樂到家國際娛樂股份有限公司、麗富開發股份有限公司及恒世資本股份有限公司出品，華能國際娛樂股份有限公司、華文創股份有限公司和樂到家國際娛樂股份有限公司製作，甲上娛樂負責行銷。本片是葉如芬的華能國際娛樂製作的首部電影。
編導王鼎霖先前推出執導的《第九分局》（2019年），《還錢》的第二部執導作。王鼎霖稱，自己看過《瞞天過海》系列等諸多劫盜作品，「劫盜電影總是都在偷錢，但是『還回去』的概念，卻沒有人在拍。」於是將此構想作為本片故事的主要路線。本片是主演陳柏霖首度參演的動作喜劇片，並與王鼎霖早已認識多年。曾以《返校》而成名的香港演員蔡思韵也參與演出，首次在台灣擔綱女主角。
電影2023年7月1日展開主要拍攝，導演、監製及演員陣容均出席開鏡儀式。取景地包括臺北市的中山堂、北門郵局、松德大樓、公務人員訓練處、福德街派出所、內湖汙水處理廠、青發家教中心、二二八和平紀念公園、中正區襄陽路及公園路等。松德大樓的地下停車場首度外借拍片，用於拍攝飛車追逐。因在中正區襄陽路及公園路交叉口的拍片，使此處進行交通管制，並在12小時內拍完。電影2023年8月11日清晨宣告殺青。

## 音樂
電影主題曲〈掏空〉由美秀集團編曲，冠佑作詞兼作曲，MV於2024年2月5日發表。

## 發行
《還錢》2024年2月8日賀歲檔在台灣院線上映，由華納兄弟發行；華文創股份有限公司負責國際發行。同年，電影亦入選第23屆納沙泰爾國際奇幻影展亞洲競賽、第28屆富川國際奇幻影展、第23屆紐約亞洲影展以及第7屆澳洲台灣影展。《還錢》2024年8月1日在Netflix上線，首週登上電影排行榜第一名。

## 票房
《還錢》在台灣年假七天期間成為新片及華語片冠軍，上映八天票房累積約為新台幣2300萬，12天票房突破新台幣3000萬。截至2024年3月31日，據國家電影及視聽文化中心統計，本片全台票房達4161萬新台幣。

## 外部連結
- 台灣電影網上《還錢》的資料（繁體中文）
- 互联网电影数据库（IMDb）上《還錢》的资料（英文）